# Ribera d'Ondara
Pour les articles homonymes, voir Ondara (homonymie).
Ribera d'Ondara est une municipalité de la province espagnole de Lérida, dans le nord du comté catalan de Segarra.